# Zeitlofs
Zeitlofs ist ein Markt im nordwestlichen Teil des Landkreises Bad Kissingen (Unterfranken).

## Geografie

### Geografische Lage
Zeitlofs liegt in der Region Main-Rhön etwa 40 Kilometer nordwestlich der Kreisstadt Bad Kissingen. Das Gemeindegebiet ist Teil der Hügellandschaft der südlichen Rhön mit einer Höhe von 242 bis 477 m ü. NHN. Die nördliche Gemeindegrenze bildet die Landesgrenze zwischen Bayern und Hessen. Durch Zeitlofs fließt der kleine Fluss Sinn.

### Gemeindegliederung
Es gibt zwölf Gemeindeteile (in Klammern ist der Siedlungstyp angegeben):
- Detter (ehemaliger Markt)
- Eckarts (Kirchdorf)
- Grieshof (Einöde)
- Heilsberg (Einöde)
- Rossbach (Kirchdorf)
- Rupboden (Dorf)
- Scheuermühle (Einöde)
- Schlagmühle (Einöde)
- Schmidthof (Weiler)
- Trübenbrunn (Dorf)
- Weißenbach (Pfarrdorf)
- Zeitlofs (Hauptort)

## Name

### Etymologie
Dem Namen Zeitlofs liegt der Genitiv des Personennamens Citolf zugrunde, bei dem das Grundwort, etwa mittelhochdeutsch hof, ausgefallen ist.

### Frühere Schreibweisen
Frühere Schreibweisen des Ortes aus diversen historischen Karten und Urkunden:
| - 1167 „Citolves“ - 1323 „Cytolfs“ - 1355 „Zitolfs“ - 1396 „Zeytolfs“ - 1423 „Zitolffs“ | - 1466 „Zeitloffs“ - 1529 „Zeitloß“ - 1535 „Zeitloffs“ - 1674 „Zeitlofs“ |

## Geschichte

### Erste Erwähnung
Zeitlofs wurde erstmals im Jahr 1167 mit dem Namen Citolves urkundlich erwähnt.

### Verwaltungsgeschichte
Im Jahr 1804 gehörten Zeitlofs mit Burgsinn und ihren Zubehörungen Eckarts, Trübenbrunn, Rupboden, Roßbach, Weißenbach, Detter, Heiligkreuz, Völkersleier, Dittlofsroda, Weikersgrüben, Gräfendorf und Höllich den Freiherrn von Thüngen. Sie lagen als enklavierte Besitzungen im Landgerichts- und Rentamtsbezirk Gemünden des Fürstentums Würzburg in Kurpfalzbayern.
1813 war Zeitlofs als Thüngener Patrimonialort enklaviert in das Districtscommissariat Wolfsmünster des Großherzogtums Würzburg. Schultheiß war Nikolaus Oßwald; Pfarrer Karl Adam Hartmann und Lehrer Johann Kretz. Samstags gingen Boten von Zeitlofs nach Würzburg und von Würzburg nach Zeitlofs ab. In Würzburg kehrten sie im „Schiff“ ein.
Infolge des Pariser Vertrages vom 3. Juni 1814 kam Zeitlofs mit dem Großherzogtum Würzburg im Juni 1814 zur Krone Bayern.

### Religionen
Evangelische Gotteshäuser gibt es in Detter, Eckarts, Rossbach, Weißenbach und Zeitlofs.
Eine nennenswerte Anzahl Katholiken kamen in die Gemeinde, als für den Truppenübungsplatz Wildflecken 1937 viele Bewohner abgesiedelt und in Weißenbach und Rossbach neuangesiedelt wurden, sowie durch Flüchtlinge und Vertriebene, die sich nach dem Zweiten Weltkrieg im Bereich der Großgemeinde niederließen. In Weißenbach wurde 1950 eine kleine katholische Kirche als Filiale der Pfarrei Oberleichtersbach erbaut.
Jüdische Gemeinde
Die Entstehung der jüdischen Gemeinde geht in das 16./17. Jahrhundert zurück. Im Jahr 1840 hatte die jüdische Gemeinde mit 110 Mitgliedern ihre höchste Anzahl erreicht. Die jüdische Gemeinde besaß eine Synagoge (Neubau 1885), eine Religionsschule und eine Mikwe (1925 neu errichtet). Ihre Toten wurden auf dem Jüdischen Friedhof in Altengronau bestattet.
Auf Grund der zunehmenden Repressalien und der Folgen des wirtschaftlichen Boykotts in der Zeit des Nationalsozialismus verließen bis Juli 1938 alle jüdischen Bewohner den Ort. Das Gedenkbuch des Bundesarchivs verzeichnet 31 in Zeitlofs geborene jüdische Bürger, die dem Völkermord des nationalsozialistischen Regimes zum Opfer fielen.

### Eingemeindungen
Im Zuge der Gebietsreform in Bayern wurden am 1. Mai 1978 der Markt Detter und die Gemeinden Eckarts-Rupboden, Roßbach und Weißenbach in den Markt Zeitlofs eingegliedert.

### Einwohnerentwicklung
- 1961: 2151 Einwohner[7]
- 1970: 2259 Einwohner[7]
- 1987: 2114 Einwohner
- 1991: 2269 Einwohner
- 1995: 2295 Einwohner
- 2005: 2233 Einwohner
- 2010: 2135 Einwohner
- 2015: 2074 Einwohner
- 2016: 2062 Einwohner

Im Zeitraum 1988 bis 2018 sank die Einwohnerzahl von 2129 auf 2039 um 90 Einwohner bzw. um 4,2 %. 1997 hatte der Markt 2320 Einwohner.
Quelle: BayLfStat

## Politik

### Marktgemeinderat und Bürgermeister
Der Marktgemeinderat umfasst 14 Sitze, die sich wie folgt verteilen:
| Partei/Liste                           | Kommunalwahl 2020 | Kommunalwahl 2014 |
| -------------------------------------- | ----------------- | ----------------- |
| CSU/Freie Bürger                       | -                 | 9                 |
| FWG Einheitsgemeinde Zeitlofs          | -                 | 5                 |
| Gemeinsam für den Markt Zeitlofs (GMZ) | 14                | -                 |

Erster Bürgermeister ist seit 1. Mai 2020 Matthias Hauke (Gemeinsam für den Markt Zeitlofs); dieser wurde am 15. März 2020 mit 86,3 % der Stimmen gewählt. Sein Vorgänger war von 1. Mai 1996 bis 30. April 2020 Wilhelm Friedrich (CSU/Freie Bürger).
Amtszeiten der Bürgermeister
- 1899–1910: Karl Stelzner
- 1911–1919: Michael Diller
- 1919–1933: Jakob Kenner
- 1933: Georg Kohlhepp
- 1933–1936: Konrad Schmidt
- 1937–1945: Johann August Biemüller
- 1945–1946: Heinrich Kalbfleisch
- 1946: Karl Zeller
- 1947–1948: Paul Dörr
- 1948–1960: Fritz Kenner
- 1960–1980: Otto Spahn
- 1981–1985: Heinz Stelzner
- 1987–1996: Leo Helfrich
- 1996–2020: Wilhelm Friedrich (CSU/Freie Bürger)
- seit 2020: Matthias Hauke (Gemeinsam für den Markt Zeitlofs)

### Wappen
| | Blasonierung: „Unter silbernem Schildhaupt, darin ein mit drei gewellten roten Pfählen belegter goldener Balken, in Rot ein halbmondförmiger silberner Buchenzweig mit sechs Blättern.“ |
| Wappenbegründung: In dem Wappen ist das Familienwappen der Freiherren von Thüngen enthalten. Der durch die Gebietsreform am 1. Mai 1978 gebildete Markt Zeitlofs besteht aus einem großen Teil der inneren Thüngen’schen Zent. Seit etwa 1328 war diese Gegend ununterbrochen Thüngen’sches Herrschaftsgebiet. Weder der Fürstbischof von Würzburg noch der Fürstabt von Fulda haben hier je politischen Einfluss gewonnen. Durch die Schlussakte des Wiener Kongresses vom 9. Juni 1815 verlor die Thüngen’sche Zent ihre Selbständigkeit an das Königreich Bayern. Der Buchenzweig mit den sechs Blättern symbolisiert die sechs ehemaligen Gemeinden des Marktes Zeitlofs. Das Wappen wurde von der Regierung von Unterfranken am 27. Mai 1980 verliehen. | |

## Kultur und Sehenswürdigkeiten

### Baudenkmäler
Die bedeutendsten Baudenkmäler der Gemeinde sind die Schlösser in Zeitlofs, Weißenbach und Roßbach sowie die evangelisch-lutherische Pfarrkirche in Zeitlofs aus dem 18. Jahrhundert.

### Naturdenkmal Heilsbergeiche
⊙ Die als eines der geschützten Naturdenkmäler des Landkreises Bad Kissingen eingetragene Stieleiche steht knapp einen Kilometer südwestlich des Orts, nur wenige Meter jenseits der Zeitlofser Gemarkungsgrenze, schon im gemeindefreien Gebiet Roßbacher Forst. Benannt ist die Eiche nach dem südöstlich von ihr gelegenen Hofgut Heilsberg. Das Alter des knorrigen Baumveterans wird mit etwa 300 Jahren angegeben. Er erreicht eine Höhe von 23 m bei einem Kronendurchmesser von 20 m. Mit einem Stammumfang von 6,15 Metern (gemessen auf ein Meter Höhe; Stand: 2009) und einem Taillenumfang von über 6 Metern (2018) gehört die Eiche zu den dicksten Bäumen der Rhön.

## Wirtschaft und Infrastruktur

### Wirtschaft
Es gab 2007 nach der amtlichen Statistik im Bereich der Land- und Forstwirtschaft 21, im produzierenden Gewerbe 139 und im Bereich Handel, Gastgewerbe und Verkehr 64 sozialversicherungspflichtig Beschäftigte am Arbeitsort. Im sonstigen Dienstleistungsbereich waren am Arbeitsort 61 Personen sozialversicherungspflichtig beschäftigt. Sozialversicherungspflichtig Beschäftigte am Wohnort gab es insgesamt 776. Im Bauhauptgewerbe gab es 5 Betriebe mit 60 Beschäftigten.
Einige Generationen betrieben von ca. 1860 bis in die 1970er Jahre im Ortsteil Eckarts eine Pappenmühle. Otto und Minna Umsonst gestalteten und betrieben die Mühle 1928 nach den damaligen Standards. Ab den 1950er Jahren übernahm der Bruder der Witwe Minna Umsonst, Fritz Tempel, mit seiner Frau Käthe die Pappdeckel-Produktion, die im gesamten fränkischen und hessischen Raum Zulieferer für viele Industriezweige wie zum Beispiel die Spielwaren- und Schuhhersteller zwischen Coburg und Frankfurt war.

### Verkehr
Die Eisenbahn-Schnellfahrstrecke Hannover–Würzburg durchquert u. a. im Verlauf der Sinntalbrücke Zeitlofs das Gemeindegebiet.
Die Bahnstrecke Jossa–Wildflecken bediente bis zur Stilllegung der Strecke die Haltepunkte Zeitlofs, Rupboden und Eckarts auf dem Gemeindegebiet.
1937 war Baubeginn der Reichsautobahn Fulda – Würzburg, die auf dem Gebiet der heutigen Großgemeinde von Rossbach über Weißenbacher Gebiet nach Rupboden führen sollte. Erdwälle und Brückenbauten erinnern an das wegen des Zweiten Weltkriegs unvollendete Bauvorhaben.

### Bildung
In der Gemeinde gibt es (Stand 2010):
- je einen Kindergarten in Weißenbach und Zeitlofs
- eine Grundschule in Zeitlofs

## Persönlichkeiten

### Söhne und Töchter der Gemeinde
- Philipp von Thüngen (* 8. Oktober 1796 in Zeitlofs; † 27. Januar 1866 in Würzburg), Landrat, Erbküchenmeister, Kammerherr
- Ernst Steiner (* 22. April 1885 in Zeitlofs; † 16. März 1942 in Darmstadt), Pfarrer, Mitglied des Kaufmann-Will-Kreises, 1942 von der Gestapo ermordet.
- Edmund Ratz (* 4. April 1933 in Zeitlofs; † 31. August 2017 in Ansbach), 1999–2005 Bischof der Deutschen Evangelisch-Lutherischen Kirche der Ukraine und seit 2005 Erzbischof der Evangelisch-Lutherischen Kirche in Russland, der Ukraine, in Kasachstan und Mittelasien
- Hans-Christoph Jahr (* 1953), Richter, Hochschullehrer und Rechtsanwalt

### Personen, die in der Gemeinde wirkten oder wirken
- Jörg Geuder (* 16. Mai 1861 in Gnodstadt; † 12. März 1935 in Marktbreit), bekannter Gartenschriftsteller, Dichter und Sprachpfleger, hatte nach seiner Ausbildung zum Lehrer 1879–1880 seine erste Lehrerstelle in Zeitlofs.